# Mediteranska dagnja
Mediteranska dagnja (lat. Mytilus galloprovincialis) je školjkaš koji živi u Mediteranu, uključujući i Jadransko more.

## Opis
Tijelo dagnje, odnosno njena ljuštura, ima oblik izdužena trokuta, s jednim ovalnim i drugim zašiljenim krajem. Izvana je crna ili tamnoplava, glatka, ali često obrasla morskim raslinjem, dok je iznutra srebrnoplava. Ljušture su simetrične, s oštrim rubovima. Velika je oko 6 centimetara, a neke narastu i do 15 centimetara. Rastu u grozdovima (slika desno) pa ih nije teško sakupiti.

## Rasprostranjenost
Samoniklu dagnju nalazimo uzduž istočne obale Jadrana. Naselja dagnji uglavnom su gusta i dosta prostrana. To osobito vrijedi za neka područja, kao npr. Crnogorsko primorje, Novigradsko more, Šibenski zaljev i kanal, Malostonski i Pulski zaljev. Osim jadranske dagnje koja inače obitava duž cijelog Sredozemlja, a nije rijedak gost i Crnog mora, dagnju nalazimo uz atlantsku obalu Francuske, Nizozemske, sve do Sjeverne Irske.

## Ishrana
Kao i ostale školjke, dagnja se hrani planktonom, filtrirajući morsku vodu. Prema tvrdnjama stručnjaka dagnja u jednom satu profiltrira čak 7 litara vode. Dagnja se mrijesti dva puta godišnje, početkom proljeća i jeseni. Jedinka tada u more ispušta od 5 do 25 milijuna jaja. Raste brzo, pa prosječnu veličinu dostiže već u prvoj godini.

## Galerija
- Otvorene dagnje

## Vanjske poveznice
- Uzgoj dagnje u Bokokotorskom zalivu  Arhivirana inačica izvorne stranice od 6. lipnja 2020. (Wayback Machine)